# Ovunque sarai
Ovunque sarai è un singolo del cantante italiano Irama, pubblicato il 3 febbraio 2022 come primo estratto dal terzo album in studio Il giorno in cui ho smesso di pensare.  Il brano è stato eseguito in gara al Festival di Sanremo 2022 durante la seconda serata della kermesse musicale e si è classificato al 4º posto al termine della manifestazione.

## Descrizione
Il brano, scritto dallo stesso cantante assieme a Giuseppe Colonnelli con la collaborazione nella produzione di Shablo, Giulio Nenna, Filippo Maria Fanti e Luca Faraone, è dedicato alla nonna del cantante. Il cantante ha raccontato intervistato dal Corriere della Sera:
(Irama)

## Accoglienza
Andrea Conti per Il Fatto Quotidiano scrive che il cantante «finalmente sfodera il suo animo più romantico» rimanendo particolarmente colpito dalle doti vocali. Anche Andrea Laffranchi de il Corriere della Sera ritrova che «Irama cambia ancora, molla il reggaeton, sceglie una ballad classica e svuotata in cui si rivolge con intensità all’ultraterreno».
Francesco Chignola di TV Sorrisi e Canzoni scrive che si tratti di «una dedica a una persona per cui si è pronti a tutto» in cui Irama «fa leva sulla potenza della sua voce».  Anche Il Messaggero si sofferma sul testo, riportando che sia «una dedica speciale, ma unidirezionale, non è chiaro infatti se il destinatario del messaggio ricambi. Ma poco importa, l’amore è anche questo: aspettare senza aspettarsi nulla in cambio».
Francesco Prisco, scrivendo per Il Sole 24 Ore, non resta particolarmente colpito dal testo del brano, riportando che appaia come «una specie di omaggio al "se" congiunzione» concludendo «come succede in almeno 38 milioni di altre canzoni d’amore».

## Video musicale
Il video, diretto da Enea Colombi e girato a Podenzano, è stato pubblicato in concomitanza del lancio del singolo sul canale YouTube del cantante.

## Tracce
Testi di Giuseppe Colonnelli e Filippo Maria Fanti, musiche di Pablo Miguel Lombroni Capalbo, Giulio Nenna, Filippo Maria Fanti e Luca Faraone.
1. Ovunque sarai – 3:29

## Classifiche

### Classifiche settimanali
| Classifica (2022) | Posizione massima |
| ----------------- | ----------------- |
| Italia            | 2                 |
| Svizzera          | 11                |

### Classifiche di fine anno
| Classifica (2022) | Posizione |
| ----------------- | --------- |
| Italia            | 15        |

## Riconoscimenti
- Videoclip Italia Awards
  - 2023 – Miglior videoclip pop[15]
  - 2023 – Candidatura alla migliore fotografia
  - 2023 – Candidatura ai migliori effetti visivi